# Shahpura (ciutat)
|  | Per a altres significats, vegeu «Shahpura (desambiguació)». |

Shahpura és una ciutat del Rajasthan al nord-est d'Udaipur, al districte de Bhilwara, antiga capital del principat de Shahpura. La seva població (cens del 2001) és de 27.698 habitants; el 1901 tenia 9976 habitants. Es troba a 364 metres sobre el nivell del mar i a 58 km al nord-est de Bhilwara. Actualment és capçalera d'un dels tehsils del districte de Bhilwara i un panchayat samiti.
Fou fundada per Suhan Singh el 1629, i anomenada així en honor de Shah Djahan, emperador mogol.
La ciutat vella està rodejada de muralles amb quatre portes; prop de la porta de Kund es troba el monestir (ramdwara) de la secta mendicant dels ramsanehi fundada vers la meitat del segle XVIII per Ram Charan Das; els ramasanehis (adoradors de Ram) es limiten a repetir a les seves pregàries el nom de Ram i no tenen cap interès per ídols; van rapats i afaitats i cobreixen el cos amb una túnica de color ocre; no es casen però adopten deixebles que han de ser de les castes bramans, rajputs o mahajans.
La ciutat pateix manca d'aigua i té poc desenvolupament. A la zona de Phalgun Shukla s'hi celebra una fira cada any (març-abril) que dura 5 dies, i s'anomena Phool Dol Ka Mela. És també famosa per les piuntures anomenades Phad.

## Nota
1. ↑  o el 1804 segons altres fonts